# فرودگاه سانتا آنا (کلمبیا)
فرودگاه سانتا آنا (کلمبیا) (به انگلیسی: Santa Ana Airport (Colombia)) (به زبان بومی: Aeropuerto Nacional de Santa Ana) یک فرودگاه همگانی با کد یاتا CRC است که یک باند فرود آسفالت دارد و طول باند آن ۲٬۲۰۰ متر است. این فرودگاه در شهر کارتاگو، کلمبیا کشور کلمبیا قرار دارد و در ارتفاع ۹۱۲ متری از سطح دریا واقع شده است.